# Halfdan de Oude

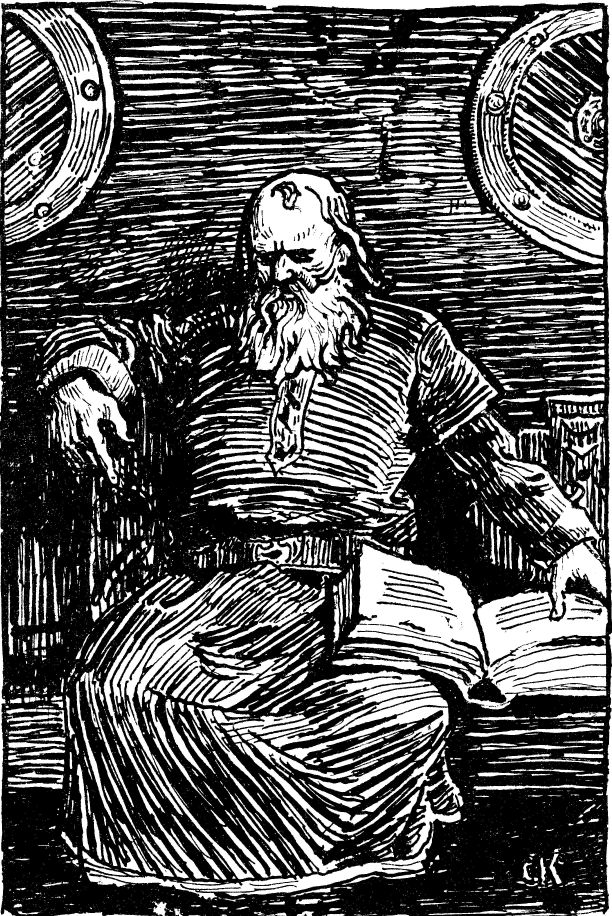
Snorri Sturluson, schrijver van de Proza-Edda, Christian Krohg, illustratie, 1899

Halfdan de Oude is een legendarische koning uit de Noordse mythologie die voorkomt in de Skaldskaparmal van de Proza-Edda van Snorri Sturluson en het Flateyjarbók. Van zijn zonen stammen dynastieën als de Nevelingen (ook Gjukingen genoemd) en Budlingen. Gunnar en Högni uit de sagen van Sigurd zijn Nevelingen en Atli en Brünnhilde worden tot de Budlingen gerekend.
Halfdan de Oude was de zoon van Hring, de zoon van Raum de Oude, de zoon van Nor (naar wie Noorwegen zou zijn genoemd). Volgens de Orkneyinga saga is Halfdan de Oude de zoon van Sveidi, de zoon van Heiti, de zoon van Gor, de broer van Nor. De Skaldskaparmal noemt Halfdan de Oude 'de grootste van alle koningen'. Hij versloeg in een tweegevecht koning Sigtrygg en huwde daarna Alvig de Wijze, de dochter van koning Emund de Machtige van Novgorod. Ze hadden achttien zonen, waarvan er negen tegelijk werden geboren. Zij waren Thengil, Raesir, Gram, Gylfi, Hilmir, Jofur, Tiggi, Skyli of Skuli en Harri of Herra. Deze negen broers hadden geen kinderen en stierven in de strijd.
Halfdan en Alvig hadden nog negen zonen:
- Hildir, stichter van de Hildingen. Van de Hildingen stamde Harald van de Rode Snor, de grootvader van Halfdan de Zwarte.
- Nefir (Naefil), stichter van de Niflungen (Nevelingen). Hij was vader van Heimar, vader van Eynef, vader van Rakni, vader van Gjuki, vader van Gunnar en Högni, de bloedbroeders van Sigurd.
- Audi, stichter van de Odlingen.
- Yngvi, stichter van de Ynglingen.
- Dag, de stichter van de Daglingen.
- Bragi, stichter van de Bragningen, waarvan Halfdan de Grootmoedige afstammeling was.
- Budli, stichter van de Budlingen, waarvan Atli en zijn zuster Brünnhilde afstammelingen waren.
- Lofdi, stichter van de Lofdungen. Eylimi behoorde tot deze clan. Hij was de vader van Hjordis, Sigurds moeder.
- Sigar, stichter van de Siklingaren. De Gotenkoning Siggeir behoorde tot dit geslacht. Hij doodde Völsung, Sigurds grootvader en Sigmunds negen broers.